# Richard Gosche
Richard Gosche, född 4 juni 1824 i Neundorf vid Crossen an der Oder, död 29 oktober 1889 i Halle an der Saale, var en tysk litteraturhistoriker och orientalist.
Efter språk- och litteraturvetenskapliga studier blev Gosche 1844 kustos vid kungliga biblioteket i Berlin, 1853 privatdocent i litteraturhistoria och orientaliska språk och utnämndes 1863 – efter att tidigare ha undervisat på krigsakademien i Berlin – till professor i orientaliska språk vid universitetet i Halle. 
Av Gosches verk kan nämnas Die Alhambra und der Untergang der Araber in Spanien (Berlin 1864); hans utgåva av August Wilhelm Schlegels översättning av William Shakespeare (tillsammans med Benno Tschischwitz) och av Gotthold Ephraim Lessings verk (tillsammans med Robert Boxberger). Åren 1865–69 utgav han "Jahrbuch der Literaturgeschichte" (Berlin), som följdes av "Archiv für Literaturgeschichte", vars två första band (Leipzig 1870–72) han redigerade.